# Eva Evdokimova
Eva Evdokimova-Gregori (Ginevra, 1º dicembre 1948 – Manhattan, 3 aprile 2009) è stata una ballerina statunitense, prima ballerina assoluta con il Royal Danish Ballet, il Berlin Opera Ballets, l'English National Ballet e artista ospite in tutte le più importanti compagnie di balletto del mondo.

## Biografia
Nacque a Ginevra (Svizzera) da padre bulgaro apolide e da madre  americana. Evdokimova, cittadina americana di nascita, iniziò i suoi studi di danza da piccola a Monaco di Baviera. In seguito frequentò la Royal Ballet School di Londra, dove studiò per diversi anni sotto la direzione di Maria Fay. Nel 1966 divenne la prima ballerina non danese a far parte del Royal Danish Ballet, dove proseguì gli studi sotto Vera Volkova.

### Carriera
Si diplomò nel Balletto dell'Opera di Berlino nel 1969, dove danzò il suo primo Giselle nel 1971. Fu promossa prima ballerina nel 1973, una posizione che ha tenuto per 12 anni. Per molti anni è stata anche la ballerina principale del London Festival Ballet (ora English National Ballet), dove fu scelta da Rudol'f Nureev per danzare la principessa Aurora nella sua produzione di La bella addormentata con la compagnia nel 1975.
È stata Eva Evdokimova che creò il nome English National Ballet ed è  merito della sua visione averne assicurato l'attenzione immediata del mondo, il prestigio e la stabilità finanziaria.
Nel corso della sua carriera, ha più volte ballato con praticamente ogni grande compagnia di danza internazionale, tra cui il Balletto Kirov, dove è stata allenata da Natalia Dudinskaya, l'American Ballet Theater, e il Balletto dell'Opera di Parigi. È stata molto spesso in coppia con Rudol'f Nureev: la loro collaborazione è durata più di quindici anni e si sono esibiti centinaia di volte insieme.
Dopo un'esibizione con il Balletto Kirov ricevette il titolo di Prima ballerina assoluta. Successivamente è stata chiamata in quel modo a livello internazionale. La Evdokimova è considerata da molti come il massimo esponente dello stile romantico dai tempi della ballerina russa Olga Spessivtseva. Oltre alle sue interpretazioni insuperabili delle tragiche eroine di epoca romantica, vale a dire Giselle e La Sylphide, il suo repertorio comprendeva circa 150 ruoli che vanno dal classico al contemporaneo. L'ultimo ballo creato per lei (dal coreografo Henning Rübsam) nel 2002, ha spinto il critico del New York Times Jennifer Dunning a commentare, "Sia la solista che la sua interpretazione sono state celebrazioni del tipo di arte che solo proviene con la maturità e l'esperienza."
Prima americana a vincere ogni competizione di danza internazionale, la Evdokimova ha vinto il Varna International Ballet Competition nel 1970, che aveva snobbato all'inizio di quell'anno in una competizione di Mosca. Fu premiata con la Carta Premio Ulanova nel 2005 per "dedizione disinteressata per l'arte della danza".

### Ultimo periodo
Fu probabilmente la ballerina preparata nella maniera più completa del suo tempo (avendo studiato praticamente ogni metodo di tecnica del balletto). La Evdokimova in seguito divenne un insegnante di danza e allenatrice in tutto il mondo. Dopo la sua carriera artistica, fu capo balletto al Boston Ballet e giudice in numerosi concorsi internazionali di balletto.

### Morte
Morì il 3 aprile 2009, all'età di  60 anni, per le complicazioni di un cancro, a Manhattan, New York, secondo quanto dichiarato da suo marito, Michael S. Gregori.